# 一谷奈歩
一谷 奈歩（いちたに なほ、1993年10月11日 - ）は、京都府船井郡京丹波町出身の女子フィールドホッケー選手。ソニーHC BRAVIA Ladies所属。

## 経歴
フィールドホッケーの盛んな町・京丹波町出身で、小学生の頃から競技を始める。ポジションはMF。
中学生の時には、フィールドホッケーだけでなく、陸上長距離（1500m）でも全国大会に出場するなどスポーツの才能が開花。
日本代表選手として、ユース（2008年）とジュニア（2010年から2012年）の経験がある。
京丹波町立蒲生野中学校、立命館高等学校を経て、立命館大学産業社会学部を卒業。現在はソニーグローバルマニュファクチャリング&オペレーションズ株式会社に所属し、ソニーHC BRAVIA Ladiesの一員としてチームを牽引する。
2014年から2021年まで、ホッケー女子日本代表（さくらジャパン）のメンバーに選出されている。日本代表キャップは50。
2021シーズンをもって、ソニーHC BRAVIA Ladiesを引退。
2023年より NAORU整体 四条烏丸院 に勤務。